# Сербин, Фёдор Петрович
Фёдор Петрович Сербин (13 июля 1919, Вечорки, Полтавская губерния — 3 апреля 1999, Киев) — гвардии полковник Советской армии, участник Великой Отечественной войны, Герой Советского Союза (1945).

## Биография
Родился 13 июля 1919 года в селе Вечорки (ныне — Пирятинский район Полтавской области Украины).
После окончания школы и зоотехникума работал зоотехником.
В 1939 году Сербин был призван на службу в Рабоче-крестьянскую Красную армию. В 1940 году он окончил Харьковское военное авиационное училище лётчиков. С начала Великой Отечественной войны — на её фронтах.
К апрелю 1945 года гвардии старший лейтенант Фёдор Сербин был штурманом эскадрильи 80-го гвардейского бомбардировочного авиаполка (1-й гвардейской бомбардировочной авиадивизии, 6-го гвардейского бомбардировочного авиационного корпуса, 2-й воздушной армии, 1-го Украинского фронта). К тому времени он совершил 186 боевых вылетов на бомбардировку скоплений боевой техники и живой силы противника, его важных объектов, нанеся ему большие потери, принимал участие в 28 воздушных боях, сбив 3 вражеских самолёта лично и ещё 2 — в составе группы.
Указом Президиума Верховного Совета СССР от 27 июня 1945 года за «образцовое выполнение боевых заданий командования по уничтожению живой силы и техники противника и проявленные при этом мужество и героизм» гвардии старший лейтенант Фёдор Сербин был удостоен высокого звания Героя Советского Союза с вручением ордена Ленина и медали «Золотая Звезда» за номером 7704.
После окончания войны Сербин продолжил службу в Советской армии. В 1953 году окончил Военно-политическую академию. В 1961 году в звании полковника Сербин был уволен в запас. Проживал в Киеве.
Умер 3 апреля 1999 года. Похоронен на Берковецком кладбище.

## Награды
Был также награждён тремя орденами Красного Знамени, двумя орденами Отечественной войны 1-й степени, орденом Красной Звезды и рядом медалей.